# 友部站
友部站（日语：／ Tomobe eki */?）位于茨城县笠间市，是东日本旅客铁道（JR東日本）和日本货物铁道（JR货物）管辖的鐵路車站，為笠间市之中心車站。

## 历史
- 1895年
  - 7月1日 - 作为水户铁道车站投入运营。
  - 11月4日 - 日本铁道本站至土浦站间投入运营。
- 1909年10月12日 - 线路名制定，归属常磐线。
- 1985年3月14日 - 停止办理行李托运业务。
- 1987年4月1日 - 国铁分割民营化后成为JR东日本和JR货物车站。
- 1994年5月10日 - 开始办理专用线货物运输。
- 2001年11月18日 - 支持使用Suica。
- 2005年2月 - 旧站房拆除，设置临时站房。新站房开工建设。
- 2007年3月4日 - 新站房投入使用。
- 2015年3月14日 - 随着上野东京线开业，早上部分普通列车和中午的特急列车可以不经换乘，直达东京站、品川站。

## 车站结构
1台1线侧式站台与2台4线岛式站台构成的地上车站，站房為跨线式站房。
此站是直营站暨管理站，管理常磐线岩间站至赤塚站区间各站以及水户线宍户站至福原站区间各站。设有绿色窗口、Suica自动闸机和指定席自动售票机。

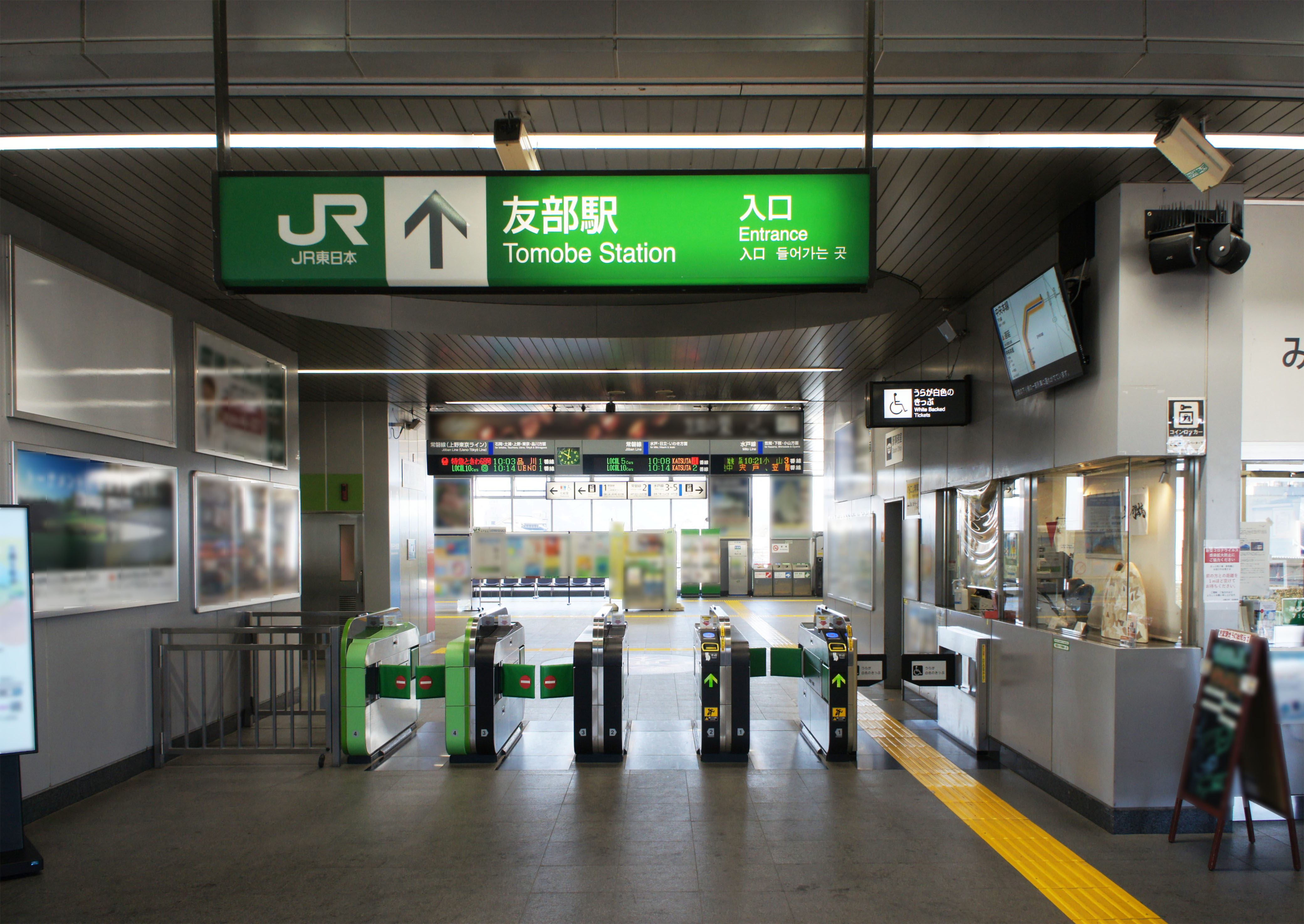
檢票口（2022年1月）
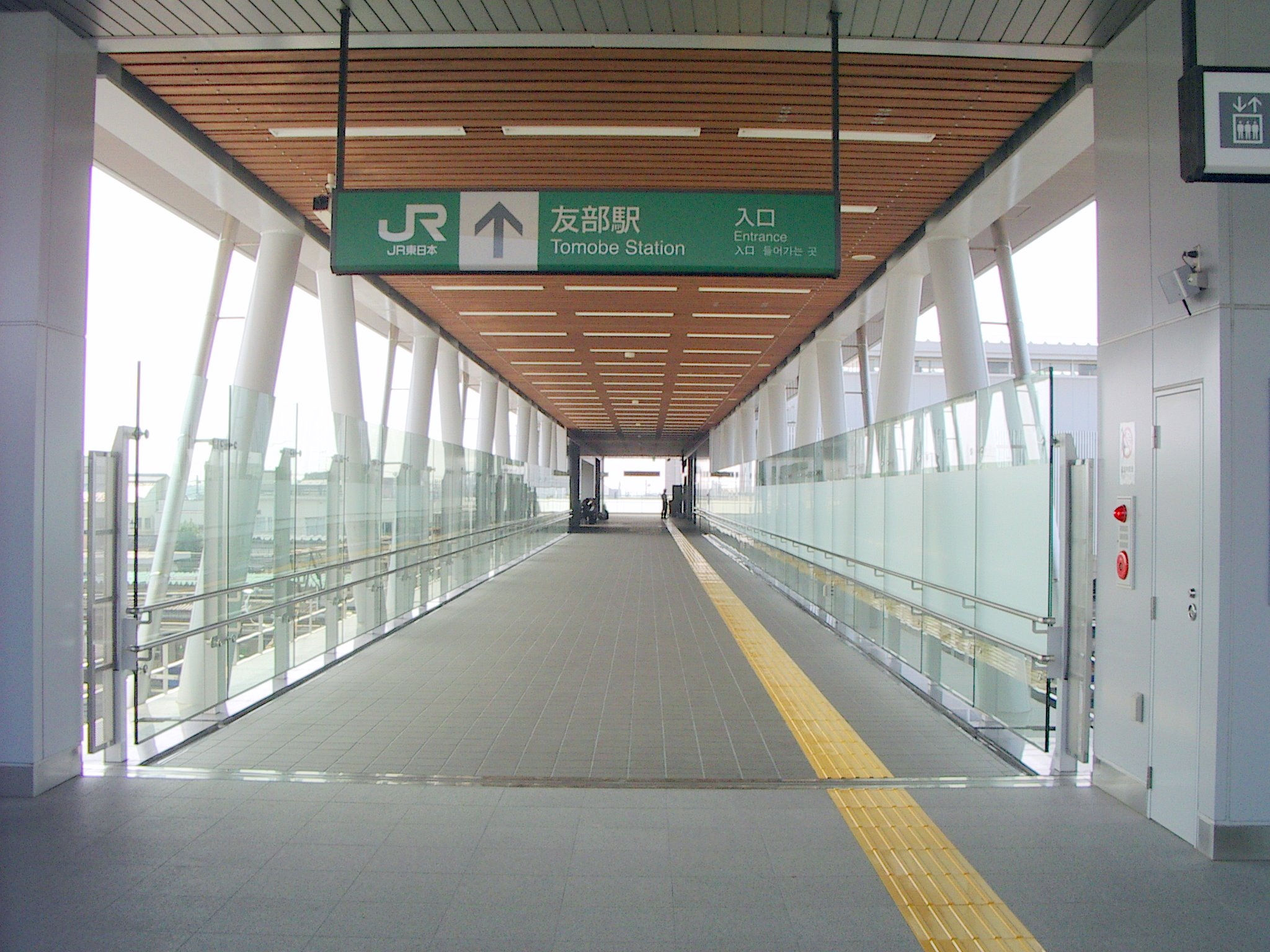
自由通路（2007年7月）
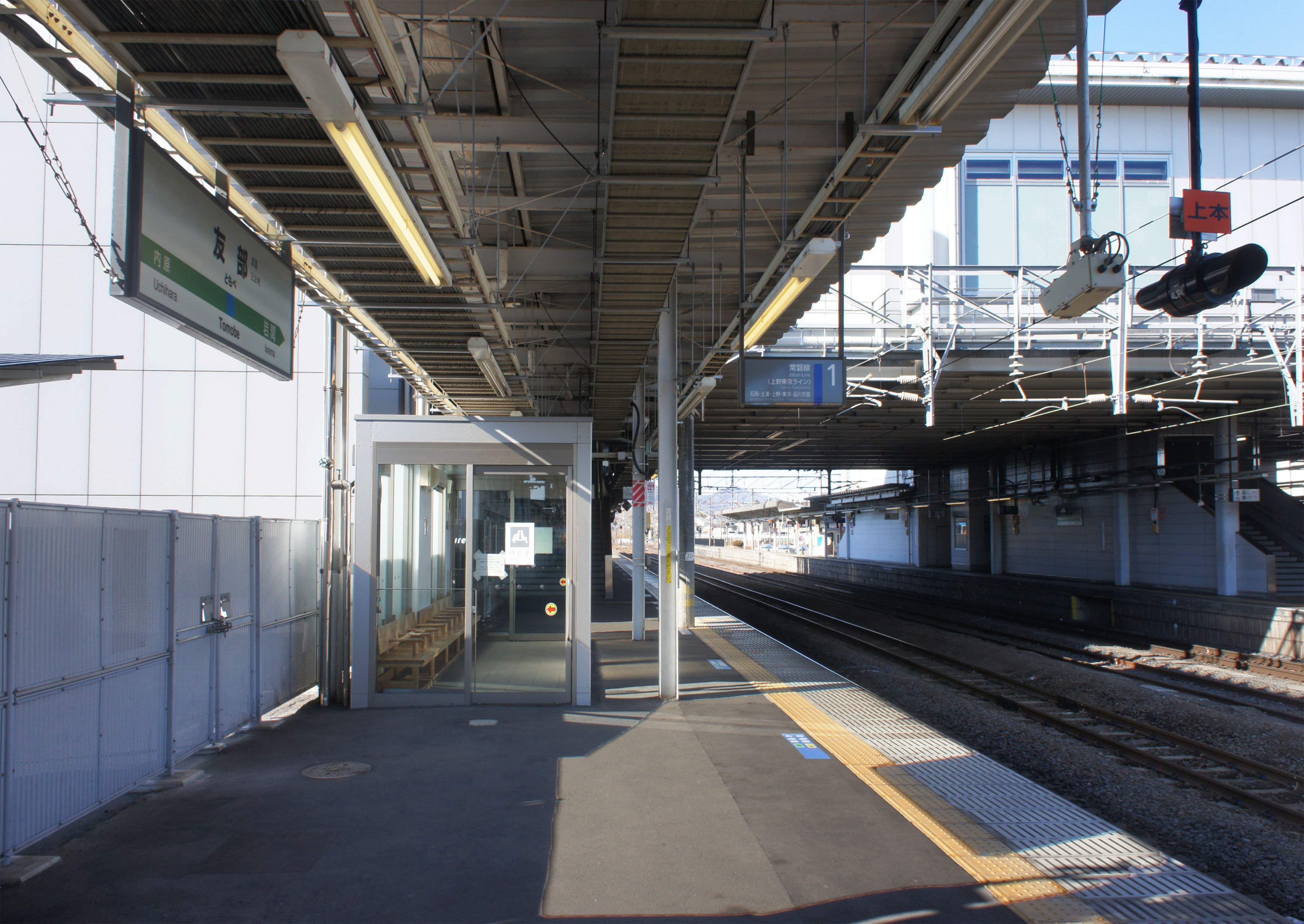
1號月台（2022年2月）
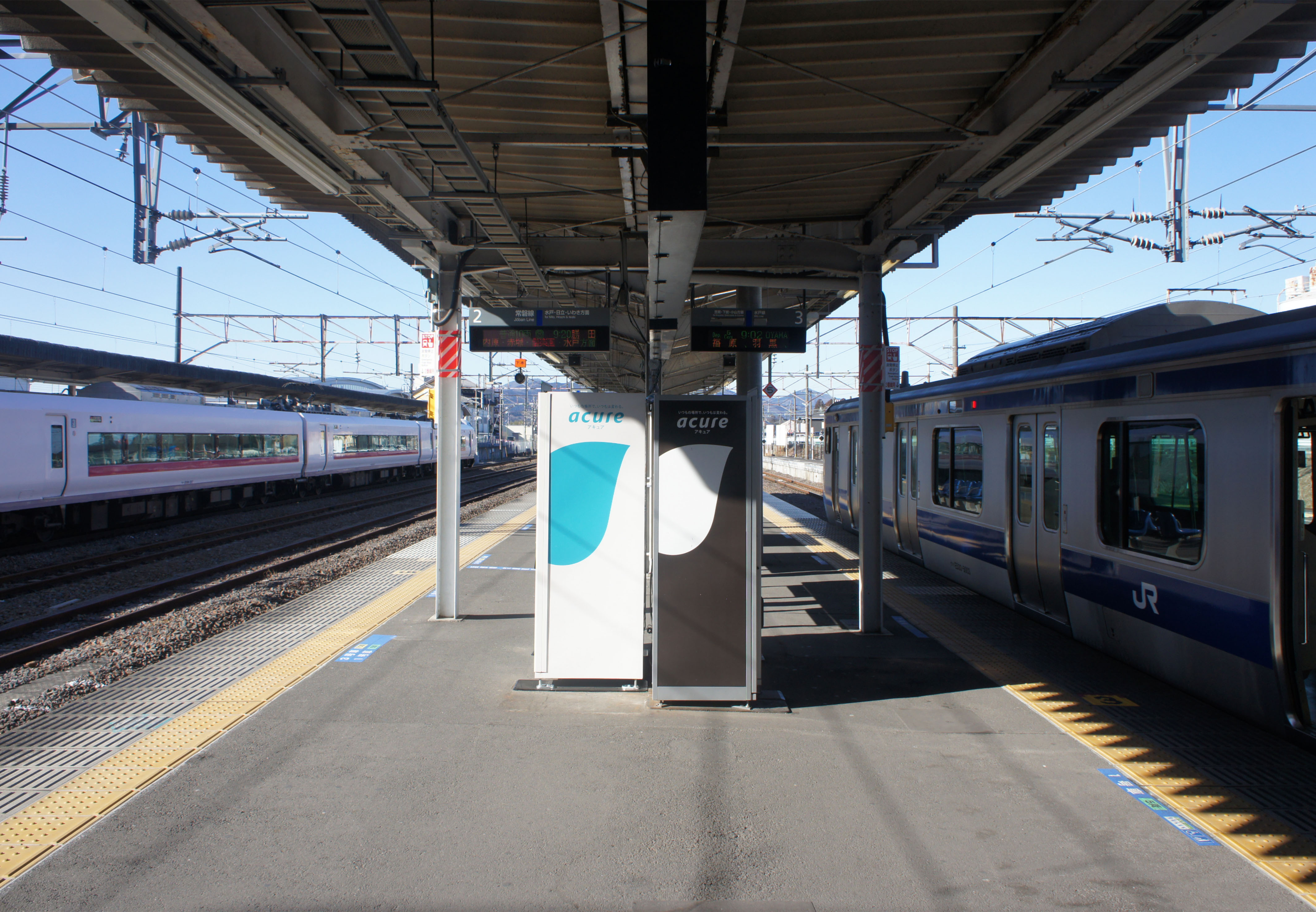
2・3號月台（2022年2月）
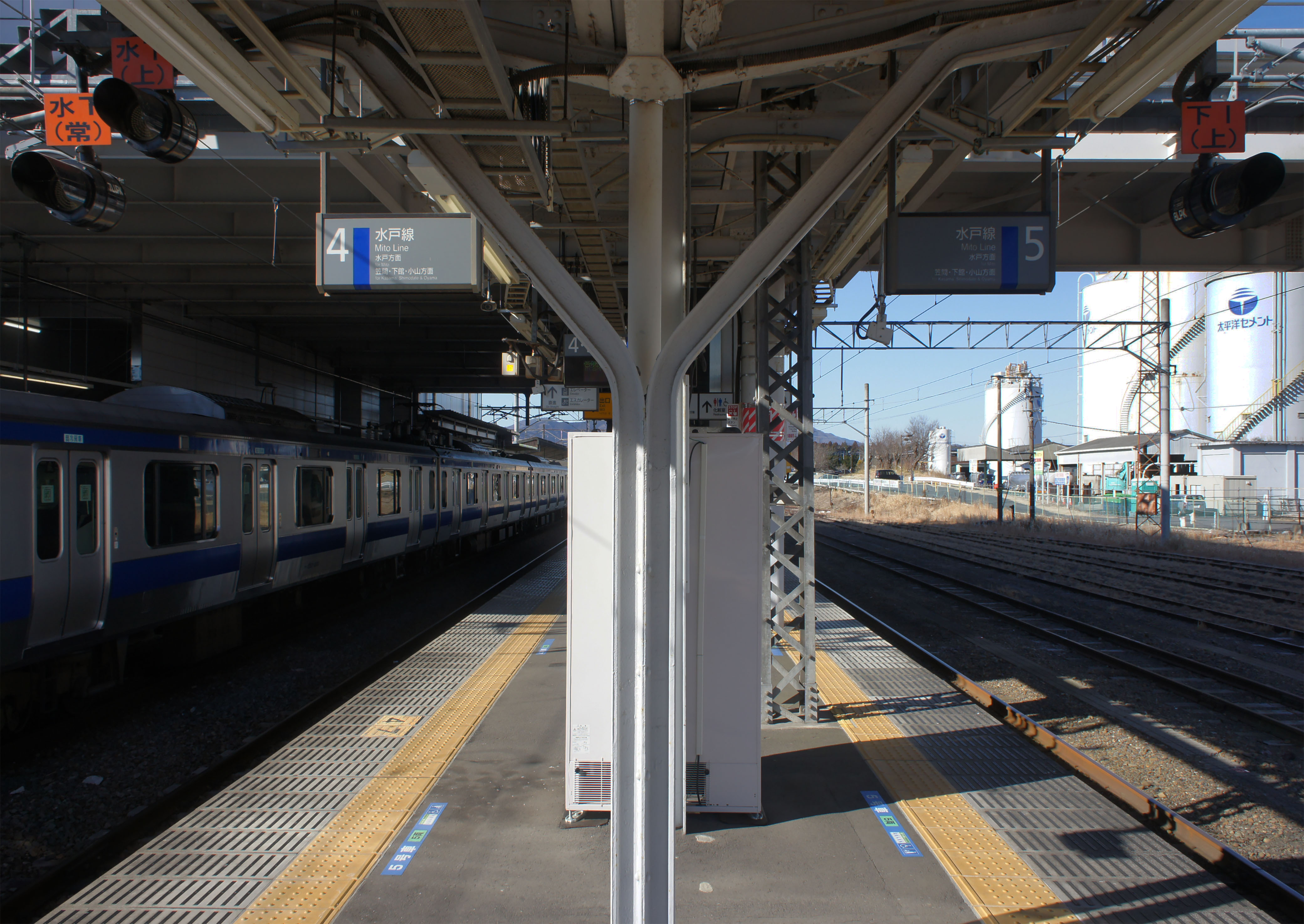
4・5號月台（2022年2月）

### 站台配置
| 站台  | 路线    | 方向 | 目的地                                          | 参考                          |
| ----- | ------- | ---- | ----------------------------------------------- | ----------------------------- |
| 1     | ■常磐线 | 上行 | 石冈、土浦、上野、東京、品川方向 （上野东京线） |                               |
| 2・3  | ■常磐线 | 下行 | 水户、日立、磐城方向                            | 主要使用2站台                 |
| 3 - 5 | ■水户線 | 上行 | 笠間、下馆、小山方向                            | 主要使用3站台                 |
| 3 - 5 | ■常磐線 | 下行 | 水户方向                                        | 水户线直通列车。主要使用4站台 |

（來源：JR東日本:車站構內圖（页面存档备份，存于））

## 使用情况
根據JR東日本，2018年度（平成30年度）1日平均上車人次為3,578人。
近年的推移如下表。
| 上車人次推移       | 上車人次推移     | 上車人次推移    |
| 年度               | 1日平均 上車人次 | 來源            |
| ------------------ | ---------------- | --------------- |
| 2000年（平成12年） | 3,903            | [ 利用客数 1 ]  |
| 2001年（平成13年） | 3,781            | [ 利用客数 2 ]  |
| 2002年（平成14年） | 3,649            | [ 利用客数 3 ]  |
| 2003年（平成15年） | 3,578            | [ 利用客数 4 ]  |
| 2004年（平成16年） | 3,614            | [ 利用客数 5 ]  |
| 2005年（平成17年） | 3,615            | [ 利用客数 6 ]  |
| 2006年（平成18年） | 3,569            | [ 利用客数 7 ]  |
| 2007年（平成19年） | 3,658            | [ 利用客数 8 ]  |
| 2008年（平成20年） | 3,705            | [ 利用客数 9 ]  |
| 2009年（平成21年） | 3,573            | [ 利用客数 10 ] |
| 2010年（平成22年） | 3,501            | [ 利用客数 11 ] |
| 2011年（平成23年） | 3,461            | [ 利用客数 12 ] |
| 2012年（平成24年） | 3,576            | [ 利用客数 13 ] |
| 2013年（平成25年） | 3,636            | [ 利用客数 14 ] |
| 2014年（平成26年） | 3,596            | [ 利用客数 15 ] |
| 2015年（平成27年） | 3,608            | [ 利用客数 16 ] |
| 2016年（平成28年） | 3,531            | [ 利用客数 17 ] |
| 2017年（平成29年） | 3,547            | [ 利用客数 18 ] |
| 2018年（平成30年） | 3,578            | [ 利用客数 19 ] |

## 相鄰車站
東日本旅客鐵道（JR東日本）
■常磐線
特急列车“常陸停车站
■普通
岩間－友部－內原
■水戶線
宍戶－友部－（內原）

### 使用情况
1. ↑  . 東日本旅客鉄道.   [2019-03-06]. （原始内容存档于2019-03-28）.
2. ↑  . 東日本旅客鉄道.   [2019-03-06]. （原始内容存档于2019-03-28）.
3. ↑  . 東日本旅客鉄道.   [2019-03-06]. （原始内容存档于2019-03-28）.
4. ↑  . 東日本旅客鉄道.   [2019-03-06]. （原始内容存档于2019-03-28）.
5. ↑  . 東日本旅客鉄道.   [2019-03-06]. （原始内容存档于2019-03-28）.
6. ↑  . 東日本旅客鉄道.   [2019-03-06]. （原始内容存档于2019-03-28）.
7. ↑  . 東日本旅客鉄道.   [2019-03-06]. （原始内容存档于2019-03-28）.
8. ↑  . 東日本旅客鉄道.   [2019-03-06]. （原始内容存档于2019-03-28）.
9. ↑  . 東日本旅客鉄道.   [2019-03-06]. （原始内容存档于2019-03-28）.
10. ↑  . 東日本旅客鉄道.   [2019-03-06]. （原始内容存档于2019-03-28）.
11. ↑  . 東日本旅客鉄道.   [2019-03-06]. （原始内容存档于2019-03-28）.
12. ↑  . 東日本旅客鉄道.   [2019-03-06]. （原始内容存档于2019-03-28）.
13. ↑  . 東日本旅客鉄道.   [2019-03-06]. （原始内容存档于2019-03-22）.
14. ↑  . 東日本旅客鉄道.   [2019-03-06]. （原始内容存档于2016-03-04）.
15. ↑  . 東日本旅客鉄道.   [2019-03-06]. （原始内容存档于2019-03-22）.
16. ↑  . 東日本旅客鉄道.   [2019-03-06]. （原始内容存档于2019-03-22）.
17. ↑  . 東日本旅客鉄道.   [2019-03-06]. （原始内容存档于2019-03-22）.
18. ↑  . 東日本旅客鉄道.   [2019-07-09]. （原始内容存档于2019-03-22）.
19. ↑  . 東日本旅客鉄道.   [2019-07-09]. （原始内容存档于2019-07-05）.

## 外部連結
- 車站資訊（友部）：東日本旅客鐵道